# Yasuko Namba
Yasuko Namba (難波 康子?, Namba Yasuko; Ōta, 2 febbraio 1949 – Everest, 11 maggio 1996) è stata un'alpinista giapponese.

## Biografia
Prima del suo coinvolgimento nella tragedia dell’Everest, Yasuko Namba era dipendente della FedEx come Manager del personale a Tokyo, Giappone. Dopo Junko Tabei, fu la seconda alpinista giapponese e, fino al 1996, la donna più anziana al mondo ad aver completato la salita alle Seven Summits. Namba lavorava come donna d’affari per la Federal Express in Giappone, ma il suo hobby per l’alpinismo la fece viaggiare per tutto il mondo. Scalò prima il Kilimangiaro nel capodanno del 1982, poi l’Aconcagua esattamente due anni dopo. Raggiunse la vetta del Monte McKinley il 1 luglio 1985, e del Monte Elbrus il 1º agosto 1992. Dopo aver scalato il Monte Vinson il 29 dicembre 1993 e il Puncak Jaya il 12 novembre 1994, la vetta finale di Namba fu l’Everest; scalata alla quale partecipò con la società di guide turistiche Adventure Consultants di Rob Hall, raggiunse quindi la vetta nel maggio 1996, ma morì nella discesa nella Tragedia dell'Everest del 1996.

### Morte
Il 10 maggio 1996, la quarantasettenne Namba raggiunse la vetta dell’Everest, diventando così la donna più anziana a farlo (il suo record fu poi superato dalla polacca Anna Czerwińska che lo scalò all’età di 50 anni). Nel tardo pomeriggio si trovava ancora ad un’elevata altezza quando arrivò una tempesta di neve. Namba, insieme al cliente Beck Weathers e la guida della Adventure Consultants e i clienti di Scott Fischer della Mountain Madness, rimasero bloccati sul colle sud, mentre una tormenta non gli permetteva di sapere dove si trovava il loro accampamento. Groom successivamente riferì che Namba insisteva sul mettersi la sua maschera per l’ossigeno, nonostante questo fosse esaurito. Sia Namba che Weathers erano così deboli che le due guide (Groom e Neal Beidleman della Mountain Madness), dovettero dargli supporto. Nonostante il gruppo provò ad andare verso l’accampamento, le guide realizzarono presto che sarebbe stato senza senso e pericoloso, quindi si misero ad aspettare che la tempesta si calmasse.
Una delle guide di Fischer, Anatolij Bukreev, partì nella notte dal campo IV per trovare il gruppo di scalatori intrappolati. Dopo aver aiutato un diverso numero di altre persone, tornò indietro un’ultima volta per Sandy Pittman e Tim Madsen. Madsen, che credeva Namba fosse morta e Weathers un “caso perso”, vennero quindi lasciati da soli. Il giorno seguente, Stuart Hutchinson, uno dei clienti della Adventure Consultants, organizzò una squadra di ricerca per trovare Namba e Weathers. Hutchinson trovò entrambi in un così brutto stato, che probabilmente non ce l’avrebbero comunque fatta a sopravvivere fino al campo base, quindi decise di lasciarli lì, con lo scopo di salvare le limitate risorse per altri scalatori.
Mentre Weathers sopravvisse contro ogni aspettativa, ritornando al campo, Namba morì di stenti e di ipotermia. Nel suo libro, Into Thin Air, Jon Krakauer descrisse l’angoscia di Neal Beidleman, il quale si sentiva in colpa per non aver potuto fare di più per salvare Namba. Nel libro di Boukreev, The Climb, viene descritto il pentimento per aver lasciato Namba morire da sola, dicendo che era una piccola donna di circa 40 chilogrammi e che qualcuno avrebbe potuto trasportarla al campo, facendola almeno morire con i suoi compagni. Successivamente in una spedizione per l’Everest, Boukreev e l’Indonesian National Team, trovò il corpo di Namba il 28 Aprile 1997. Costruì un Cairn, per proteggerla da eventuali uccelli predatori, scusandosi alcuni giorni dopo con il marito, ormai vedovo, di Namba per non essere riuscito a salvare la sua vita. Nel 1997, il marito pagò un'operazione per far scendere il corpo dalla montagna.
Nel 2008, dal materiale creato dalla PBS per il programma “Frontline”, per il Film di David Breashears Storm Over The Everest, John Taste descrisse Namba e presentò le sue riflessioni sui fattori che la avrebbero portata alla morte, dicendo “Lei era una donna minuta; non ho mai conosciuto una ragazza con più determinazione di lei. Pesava circa 45 chilogrammi, non di più, ma la sua determinazione pesava almeno il doppio di lei. Comunque la natura essendo quello che è, ipotermia, massa corporale - aveva una bassa massa corporale; si sarebbe disperatamente raffreddata molto più in fretta di una persona media col doppio del suo peso.”
Quando chiesero il parere riguardo al traguardo raggiunto da Namba, il Seven Summits, e la successiva morte, Junko Tabei, la prima donna giapponese - e del mondo - a scalare l’Everest, disse ad un giornalista della United Press International, Inc. a metà maggio 1996: “Ho saltato di gioia quando ho sentito che ce l’aveva fatta, ma mi sento come se avessi perso una mia sorella e mi dispiace molto.”

### Dopo la morte
Fu recuperata dal marito, Kenichi Namba e dal fratello, i quali viaggiarono in Nepal con la speranza di poter recuperare il suo corpo dall’Everest. Dopo la Tragedia dell'Everest del 1996, due memoriali furono costruiti vicino a Gorak Shep, dal popolo Sherpa: uno per Rob Hall e l’altro per i suoi compagni Doug Hansen, Andy Harris e Yasuko Namba. I due memoriali sono connessi da delle bandiere di preghiera.

## Rappresentazione cinematografica
- Akemi Otani interpreta Namba nel film del 1997 Into Thin Air: Death on Everest[8]
- Naoko Mori interpreta Namba nel film del 2015 Everest[9]